# Arbella
Die Arbella oder nach einer anderen Quelle Arabella war das Flaggschiff der aus elf Schiffen bestehenden Flotte von John Winthrop. Die Flotte brachte weitere puritanische Auswanderer sowie Fracht der Massachusetts Bay Company zwischen dem 8. April und 12. Juni 1630 von England nach Salem in Massachusetts. Nach ihrer Landung gründeten die Auswanderer das „Commonwealth of Massachusetts“.
John Winthrop wird zugeschrieben, seine berühmte Predigt „A Model of Christian Charity“ an Bord der Arbella gehalten zu haben. Anne Bradstreet, die erste europäische Dichterin, die in der Neuen Welt publizierte, war mit ihrer Familie ebenfalls an Bord.
Für die Überfahrt hatte das Schiff dreimal so viel Wein wie Wasser an Bord. Die Frachtliste verzeichnete rund 10.000 Gallonen Wein für den persönlichen Verbrauch durch Besatzung und Passagiere und während der sechswöchigen Fahrt wurde der Vorrat fast vollständig verbraucht. Wein war damals wesentlich weniger verderblich als Wasser, das auf einer längeren Reise schnell ungenießbar werden konnte.
Ursprünglich trug das Schiff den Namen Eagle, der aber zu Ehren von Lady Arabella Johnson geändert wurde. Sie und ihr Mann Isaac gehörten zum Gefolge von John Winthrop. Arabella Johnson war die Tochter von Thomas Clinton, dem dritten Earl of Lincoln.

## Bekannte Passagiere
- Captain John Underhill
- Sir Richard Saltonstall
- Thomas Dudley
- Anne Bradstreet